# Hrastnik, Vojnik
Hrastnik je naselje v Občini Vojnik.